# Sakuramachi Tennō
 Sakuramachi Tennō (桜町天皇?) (8 de febrero de 1720-28 de mayo de 1750) fue el 115.º emperador de Japón, de acuerdo al orden tradicional de sucesión. Reinó desde el 13 de abril de 1735 hasta el 9 de junio de 1747.
Al igual que con los emperadores anteriores durante el período Edo, el shogunato Tokugawa tenía control sobre Japón. El papel del emperador era el de ser una figura religiosa que realizaba tareas limitadas. Esto cambió cuando Sakuramachi recibió permiso del Shōgun para restaurar algunos ritos imperiales. Ahora se permitían ceremonias como el Festival de la Cosecha que había estado ausente durante más de 250 años.

## Primeros años
Antes de la ascensión de Sakuramachi al Trono del Crisantemo, su nombre personal (imina) era Teruhito (昭仁). Teruhito nació el 8 de febrero de 1720 y era el primogénito del emperador Nakamikado. La familia imperial de Teruhito vivió con él en el Dairi del Palacio Heian. Los eventos durante los primeros años de la vida de Teruhito incluyeron a Edo convirtiéndose en la ciudad más grande del mundo en 1721, con una población de 1.1 millones de personas. El 17 de julio de 1728, Teruhito fue nombrado príncipe heredero y tenía el título de preadhesión de Waka-no-miya (若 宮). El único otro evento importante que ocurrió después fue un desastre en 1732-1733 llamado la Gran Hambruna de Kyōhō. Este evento fue causado por una infestación de langostas que devastaron los cultivos en las comunidades agrícolas alrededor del mar interior.

## Reinado

Tokugawa Yoshimune, shogun del Shogunato Tokugawa de 1716 hasta 1745

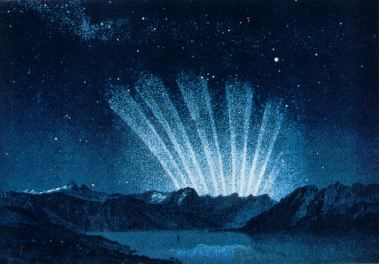
Gran Cometa C/1743 X1, registrado en Japón en el año 1744.

En 1735, Sakuramachi se hizo emperador después de la abdicación de su padre, Nakamikado Tennō. El nombre de la era fue cambiado de Kyōhō a Genbun para marcar este evento. Si bien tenía el título político de Emperador, era solo de nombre ya que los shogunes de la familia Tokugawa controlaban Japón. Sin embargo, con el apoyo de Tokugawa Yoshimune, Sakuramachi trabajó para la restauración de algunos ritos imperiales. Dos de las primeras ceremonias reinstaladas fueron traídas en forma de ofrendas de arroz. Daijōsai (大 嘗 祭) es una ofrenda de arroz de un Emperador recién entronizado, mientras que Shinjōsai (新 嘗 祭) es una ofrenda de arroz del Emperador. En 1738, el Emperador realizó rituales esotéricos sintoístas conocidos como Daijō-e (大 嘗 會). Un evento importante ocurrió el 11 de enero de 1741 donde se realizó una ceremonia para marcar el Niiname-no-Matsuri (Fiesta de la cosecha). Esta ceremonia específica se había mantenido en suspenso durante los 280 años anteriores. Las ceremonias Toyonoakari-no-sechiye también se realizaron al día siguiente.
El nombre de la era fue cambiado a Kanpō en febrero de 1741 debido a la creencia en la astrología china de que el año 58 del ciclo sexagesimal trae cambios. Las provincias de Musashi, Kōzuke, Shimotsuke y Shinano tuvieron una devastación notable debido a una gran inundación que ocurrió en 1742. En Heian-kyō, el Puente Sanjo también fue arrastrado por este destructivo ciclo de tormentas. Durante el final de la era Kanpō, se vio y se registró un cometa en el Nihon Ōdai Ichiran, un consenso de investigaciones posteriores afirma que el cometa probablemente era C / 1743 X1 (De Cheseaux). La cuarta y última era durante el reinado de Sakuramachi comenzó en 1744 y se llamó Enkyō (que significa "volverse prolongado"). Esta nueva era fue creada para marcar el inicio de un nuevo ciclo de 60 años del zodiaco chino. Los últimos dos eventos importantes durante el reinado de Sakuramachi ocurrieron en 1745, cuando Tokugawa Ieshige se convirtió en el nuevo shogun. El primer establecimiento de una feria de mercado en la capital se encontró en el Santuario Hirano en la provincia de Ōmi, mientras que en Edo un gran incendio arrasó la ciudad.

### Abdicación y muerte

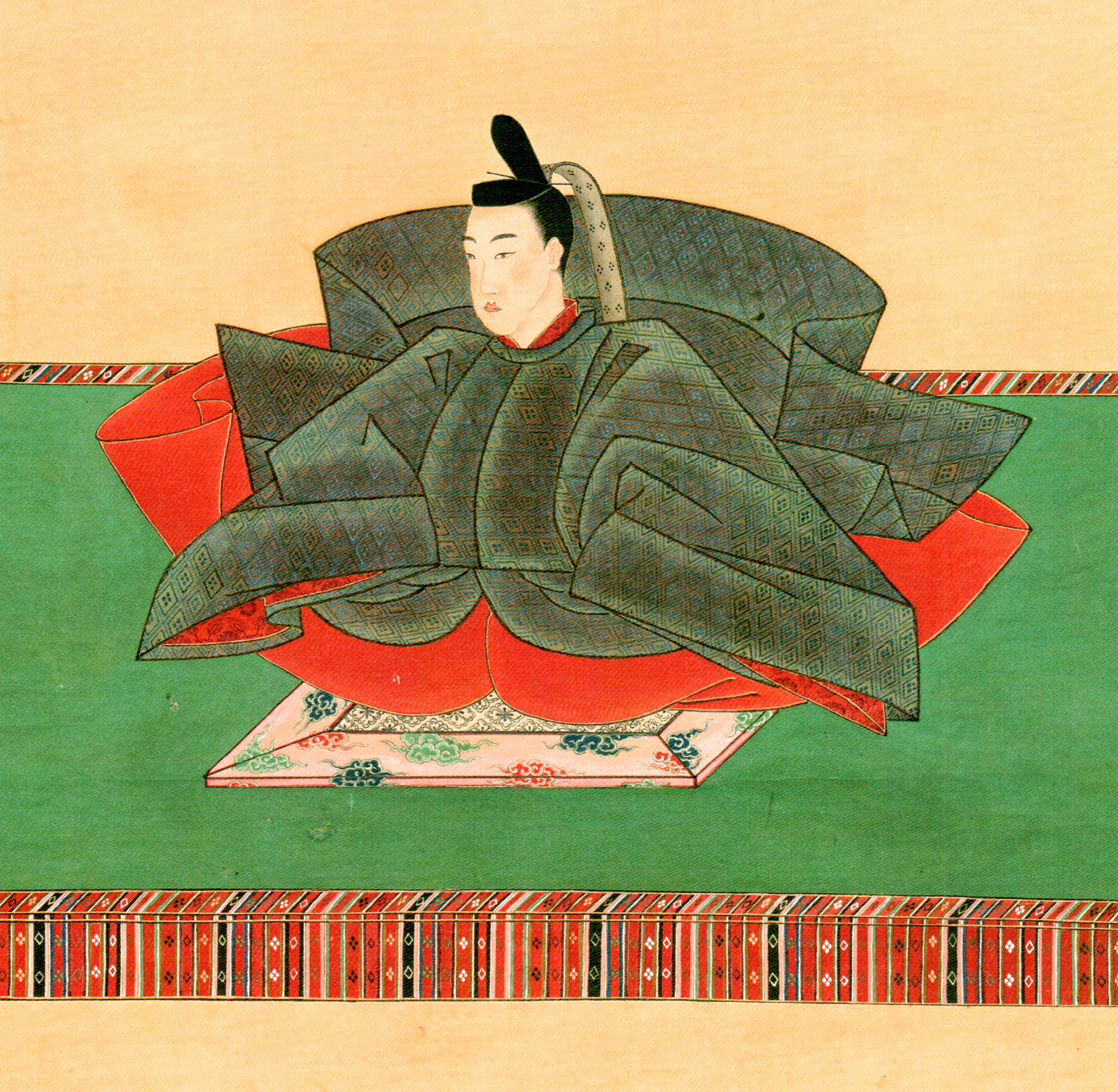
Emperador Momozono, sucesor de Sakuramachi Tenno

El emperador Sakuramachi abdicó el 9 de junio de 1747 a favor de su hijo, el príncipe Toohito, quien se convirtió en el emperador Momozono. Sakuramachi asumió el título de Daijō Tennō (Emperador Retirado), y el nombre de la era fue cambiado a Kan'en (que significa "Prolongación de la lencería") para marcar la ocasión. Los eventos que tuvieron lugar durante su tiempo como Jōkō incluyen una poderosa tormenta que azotó Kioto el 7 de octubre de 1749. El daño causado incluyó la quema de la fortaleza del Castillo Nijō después de que fue alcanzado por un rayo. Sakuramachi murió el 28 de mayo de 1750, casi tres años después de su abdicación. El kami de Sakuramachi está consagrado en un mausoleo imperial (misasagi), Tsuki no wa no misasagi, en Sennyū-ji en Higashiyama-ku, Kioto. Los predecesores imperiales inmediatos de Sakuramachi desde el emperador Go-Mizunoo - Meishō, Go-Kōmyō, Go-Sai, Reigen, Higashiyama y Nakamikado, también están consagrados junto con sus sucesores imperiales inmediatos, incluidos Momozono, Go-Sakuramachi y Go-Momozono.

## Eras del Reinado
Los años del reinado de Sakuramachi se identifican más específicamente por más de un nombre de era o nengō. Las siguientes eras ocurrieron durante el reinado de Sakuramachi:
- Kyōhō (1716–1736)
- Gembun (1736–1741)
- Kanpo (1741–1744)
- Enkyō (1744–1748)

Durante el reinado de Sakuramachi, este vértice del Daijō-kan incluyó:
- Sadaijin
- Udaijin
- Naidaijin
- Dainagon

## Genealogía
Fue el hijo primogénito del Nakamikado Tennō. Sakuramachi tenía una esposa y una concubina con la que tuvo 4 hijos. Tuvo tres hijos con dos mujeres:
- Nijō Ieko (二条舎子)
  - Primera hija: Princesa Sakariko (盛子内親王)
  - Segunda hija: Princesa Toshiko (智子内親王) (Emperatriz Go-Sakuramachi)

- Anekōji Sadako (姉小路定子)
  - Primer hijo: Príncipe Toohito (遐仁親王) (Momozono Tennō)